# Gian Matteo Giberti
Gian Matteo Giberti (1495–1543) – włoski biskup i dyplomata.

## Życiorys
Dzięki wybitnej znajomości greki i łaciny został w młodym wieku członkiem Accademia Romana. Jako sekretarz miał duży wpływ na papieża Leona X. Podróżował w misjach dyplomatycznych do cesarza Karola V. Po śmierci Leona X udał się z misją do cesarza Karola V i powrócił z nowym papieżem Hadrianem VI. W 1524 został biskupem Werony. Był w grupie osób przygotowujących reformy Kościoła przed V Soborem Laterańskim, ale polityczne wydarzenia przerwały mu tę pracę. Wydawał dzieła greckich Ojców Kościoła, dążył do podniesienia poziomu wykształcenia duchowieństwa.